# Jimmy Arévalo
Jimmy Arévalo Suquitana (ur. 25 marca 1960) – ekwadorski judoka. Dwukrotny olimpijczyk. Zajął dziewiętnaste miejsce w Moskwie 1980 i czternaste w Los Angeles 1984. Walczył w wadze półlekkiej.
Brązowy medalista igrzysk Ameryki Południowej w 1986. Trzeci na mistrzostwach panamerykańskich kadetów w 1976 roku.

## Letnie Igrzyska Olimpijskie 1980
| Konkurencja | Eliminacje            | Klas. końcowa |
| Konkurencja | Przeciwnik I          | Miejsce       |
| ----------- | --------------------- | ------------- |
| 65 kg       | Ilijan Nedkow (BGR) P | 19.           |

## Letnie Igrzyska Olimpijskie 1984
| Konkurencja | Eliminacje              | Eliminacje         | Klas. końcowa |
| Konkurencja | Przeciwnik I            | Przeciwnik II      | Miejsce       |
| ----------- | ----------------------- | ------------------ | ------------- |
| 65 kg       | Jihad El-Achkar (LBN) Z | Franc Očko (YUG) P | 14.           |